# Zeit der Monster (2020)
Zeit der Monster ist eine Filmkomödie von Tor Iben, die am 21. Oktober 2020 bei den Hofer Filmtagen ihre Premiere feierte.

## Handlung
Justine de Brest, eine ehemalige Trans-Prostituierte kommt aus Berlin in die saarländische Provinz. Sie hat eine heruntergekommene Bar, das „Tropical“ geerbt. Doch Platzhirschin ist  seit langem Drag Queen Amanda von Hohenstüt, die allabendlich in ihrem eigenen Laden, dem Travestielokal „Why not?“ auftritt. Zu trashigen Schlagern der 1970er Jahre produziert sich die in die Jahre gekommene Lokalgröße, als sei die Zeit stehengeblieben.
Doch seit Justines Auftauchen ist Schluss mit der verschlafenen Schlagerseligkeit.
Die gutmütige Amanda muss sich von der wesentlich jüngeren Justine verspotten und erniedrigen lassen. Obendrein fängt die intrigante Zugereiste noch eine Affäre mit dem Stadtrat an. Es kommt zu einem unerbittlichen Wettkampf zwischen den Generationen, bis Amanda schließlich zum Äußersten geht und zur Waffe  greift. Es  kommt zum blutigen Showdown der erbitterten Konkurrentinnen.

## Produktion

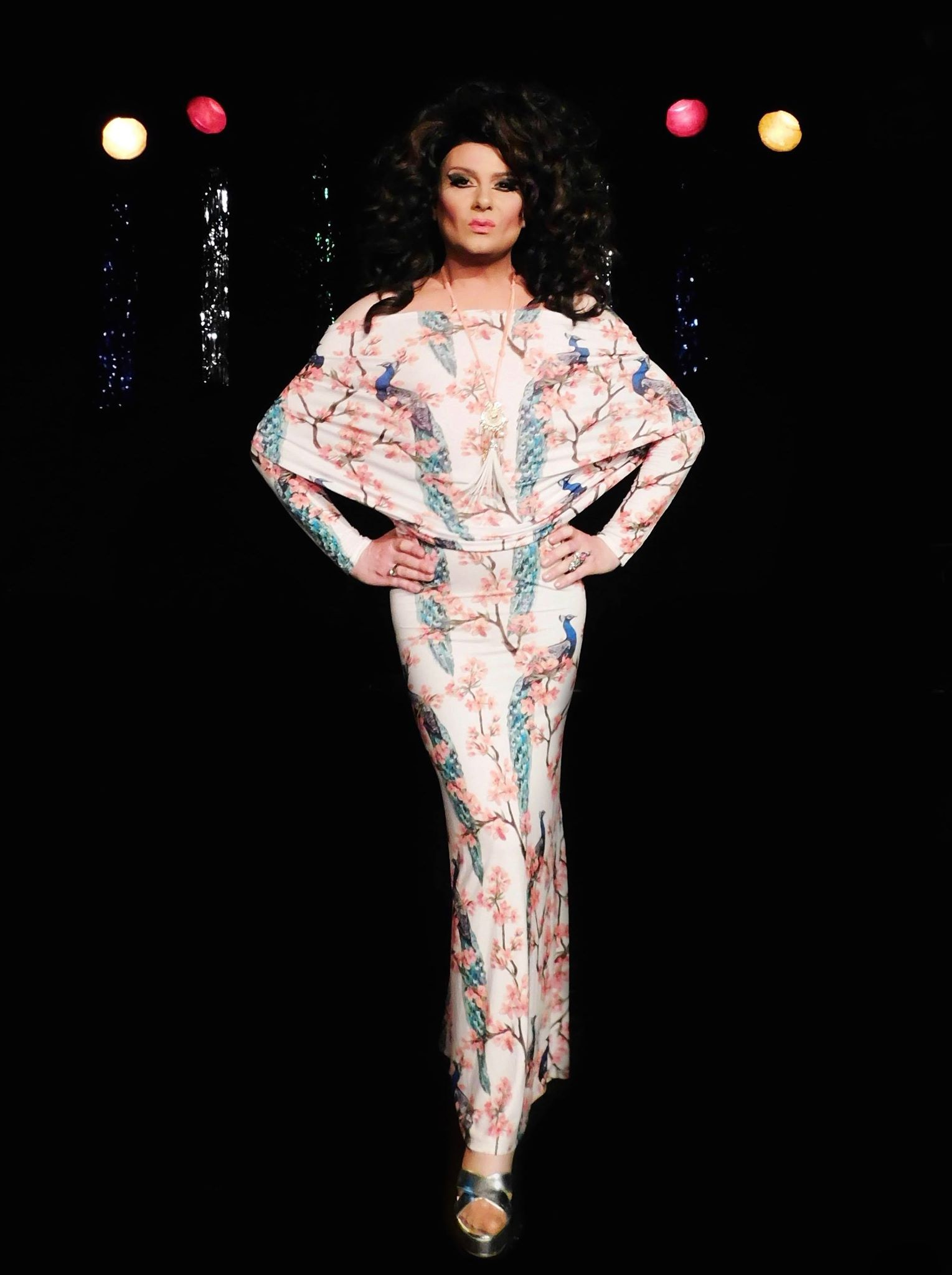
Nina Queer spielt im Film Justine de Brest

Das Budget für den Film betrug nur 38.000 Euro, weswegen viele Szenen des Films in den eigenen Räumlichkeiten eines Saarbrücker Kulturclubs gedreht wurden. 
Regie führte Tor Iben, der zusammen mit Wolfgang Reeb auch das Drehbuch schrieb. Die Idee für den Film stammt von Wolfgang Reeb, der auch den Film produzierte. Dieser übernahm auch die Hauptrolle der Amanda von Hohenstüt. 
Musikalisch wird der Film vornehmlich durch Ausschnitte des Liedes Barcarolle von Jacques Offenbach begleitet.
Nina Queer spielt in der Hauptrolle Justine de Brest. In weiteren Rollen sind Susan Ebrahimi als Susan, Edda Petri als Edda, Sascha Weingarten als Bubbles DeVere und Fu Ciang Yang als Fu Ciang zu sehen.
Die Dreharbeiten fanden zwischen Mitte September 2019 und Ende Januar 2020 in Saarbrücken, Neunkirchen, Blieskastel und Berlin statt.
Die Uraufführung erfolgte am 21. Oktober 2020 im Rahmen der Hofer Filmtage. Im Januar 2021 wurde er im Rahmen des komplett online stattfindenden Filmfestivals Max Ophüls Preis vorgestellt.